# Malcz Północny
Malcz Północny – jezioro o powierzchni ok. 62,3 ha i maksymalnej głębokości do 8,7 m, położone na wschód od Walewic w województwie lubuskim, w powiecie sulęcińskim, w gminie Torzym, w strefie ochronnej Łagowskiego Parku Krajobrazowego.
Akwen zajmuje południową część dna polodowcowej rynny jezior Malcz–Ostrowicko. W południowej części znajduje się odpływ do jeziora Malcz Południowy. Na obecny kształt jeziora przypuszczalnie większy wpływ miało wytapianie się izolowanych i zasypanych piaskami sandru ogromnych brył tzw. martwego lodu pozostałych po wycofaniu się głównych mas lądolodu, niż wymywanie ich przez wody roztopowe, czy też „wyorywanie” przez bezpośredni nacisk lodowca na podłoże. To największe spośród 21 jezior poligonowych o powierzchni ponad 1,0 ha, jeśli nie liczyć Jeziora Trześniowskiego (Ciecz), którego jedynie północna część wchodzi w skład poligonu.